# F1 (серия игр от Codemasters)
F1 — серия компьютерных игр основанных на чемпионате мира по Формуле-1, производимая и издаваемая компанией Codemasters. На данный момент серия состоит из десяти игр, которые в целом выходили на пятнадцати разных платформах. За разработку игр серии для основных платформ отвечает студия Codemasters Birmingham, а некоторые портативные игры разрабатывала студия Sumo Digital. Первой игрой серии является F1 2009, её релиз состоялся в ноябре 2009 года на платформах PlayStation Portable и Wii. С тех пор Codemasters ежегодно выпускает игры этой серии. Последней игрой является F1 2021, которая вышла летом 2021 года на Windows, PlayStation 4, Xbox One, а также на ряде мобильных платформ.
Codemasters владеет официальной лицензией на выпуск игр про Формулу-1 с мая 2008 года, таким образом в играх этой серии включены все команды, пилоты и трассы из соответствующего сезона.

## Игры
| Год  | Название      | Платформы                                                             | Сезон      |
| ---- | ------------- | --------------------------------------------------------------------- | ---------- |
| 2009 | F1 2009       | PlayStation Portable, Wii                                             | 2009       |
| 2010 | F1 2010       | Windows, PlayStation 3, Xbox 360                                      | 2010       |
| 2011 | F1 2011       | Windows, PlayStation 3, Xbox 360, Nintendo 3DS, PlayStation Vita, iOS | 2011       |
| 2012 | F1 2012       | Windows, PlayStation 3, Xbox 360, Mac OS X                            | 2012       |
| 2012 | F1 Race Stars | Windows, PlayStation 3, Xbox 360, Wii U                               | 2012       |
| 2013 | F1 2013       | Windows, PlayStation 3, Xbox 360, Mac OS X                            | 2013       |
| 2014 | F1 2014       | Windows, PlayStation 3, Xbox 360                                      | 2014       |
| 2015 | F1 2015       | Windows, PlayStation 4, Xbox One, Linux                               | 2014, 2015 |
| 2016 | F1 2016       | Windows, PlayStation 4, Xbox One, iOS, Android                        | 2016       |
| 2017 | F1 2017       | Windows, PlayStation 4, Xbox One, Linux, macOS                        | 2017       |
| 2018 | F1 2018       | Windows, PlayStation 4, Xbox One, iOS, Android                        | 2018       |
| 2019 | F1 2019       | Windows, PlayStation 4, Xbox One                                      | 2019       |
| 2020 | F1 2020       | Windows, PlayStation 4, Xbox One                                      | 2020       |
| 2021 | F1 2021       | Windows, PlayStation 4, PlayStation 5, Xbox One, Xbox Series X/S      | 2021       |
| 2022 | F1 22         | Windows, PlayStation 4, PlayStation 5, Xbox One, Xbox Series X/S      | 2022       |
| 2023 | F1 23         | Windows, PlayStation 4, PlayStation 5, Xbox One, Xbox Series X/S      | 2023       |
| 2024 | F1 24         | Windows, PlayStation 4, PlayStation 5, Xbox One, Xbox Series X/S      | 2024       |
| 2025 | F1 25         | Windows, PlayStation 5, Xbox Series X/S                               | 2025       |

## Успех
Первой успешной игрой в серии стала F1 2010, которая вышла в 2010 году и получила много положительных отзывов. Несмотря на то, что некоторые последующие игры серии были менее успешны, Codemasters продолжает разработку симуляторов королевы автоспорта, а порой даже задаёт новую планку. Такими играми стали F1 2013, а затем F1 2016, которые были хорошо приняты в игровой прессе, а также среди фанатов.

## Отзывы
Серия переживала разные моменты в своей истории, некоторые игры оценивались довольно высоко, в то время как другие получали гораздо более сдержанные отзывы. Наименее высоко оценёнными играми можно назвать F1 2014 и F1 2015, в которых наблюдалась нехватка режимов и некоторые другие проблемы. Самые высокие оценки получили F1 2010 за триумфальное возвращение симуляторов Формулы-1 на основные игровые платформы, и F1 2016, в которой появился сильно улучшенный режим карьеры. Однако в 2017 году вышла очередная часть сериала, которая умудрилась получить самые высокие оценки за всё время его существования.

### Другие серии F1
- Grand Prix (серия игр)
- F1RS (серия игр)
- Formula One (серия игр от Studio Liverpool)
- F1 (серия игр от EA Sports)